# Espostoa guentheri
Espostoa guentheri là một loài thực vật có hoa trong họ Cactaceae. Loài này được (Kupper) Buxb. mô tả khoa học đầu tiên năm 1959.

## Hình ảnh

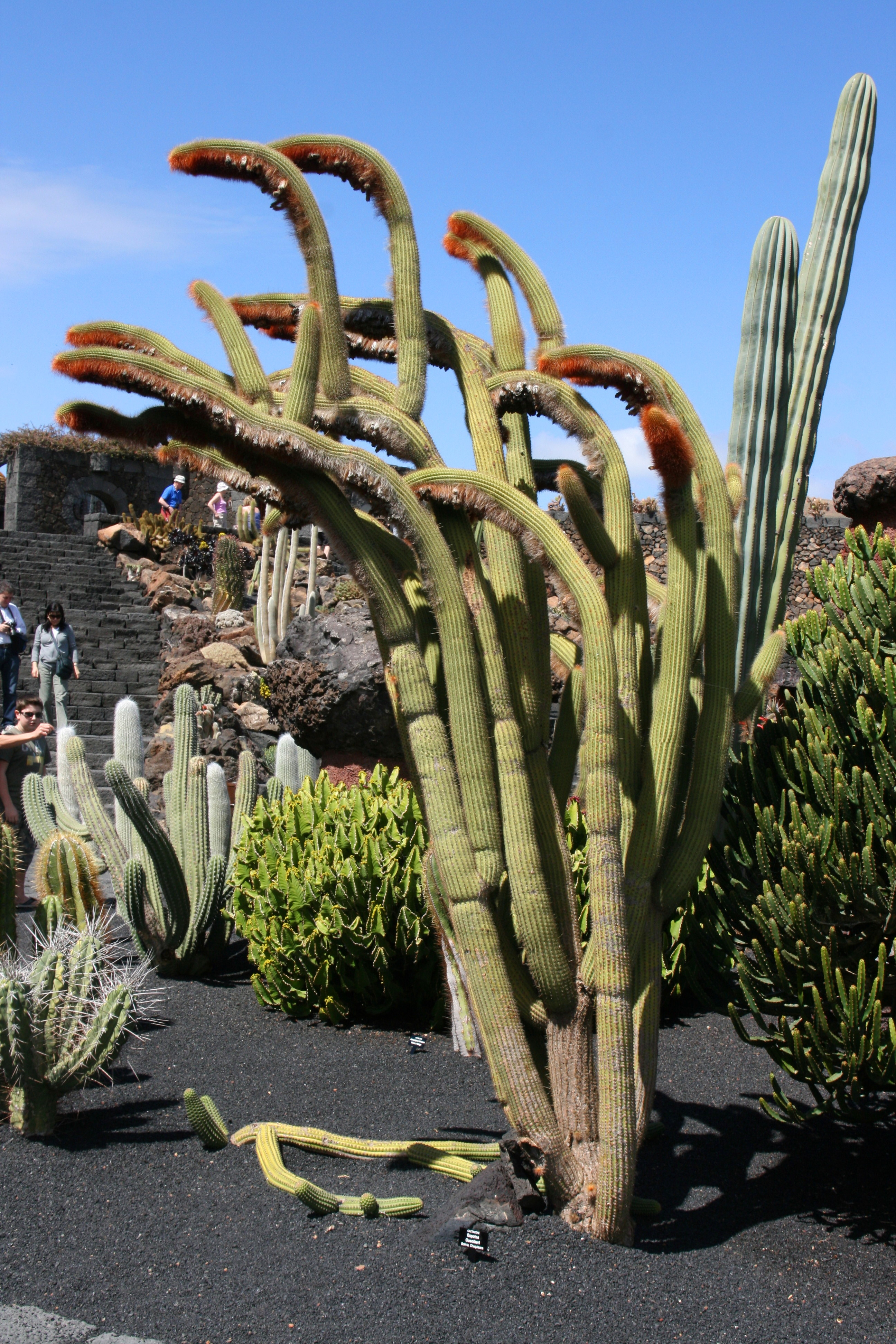
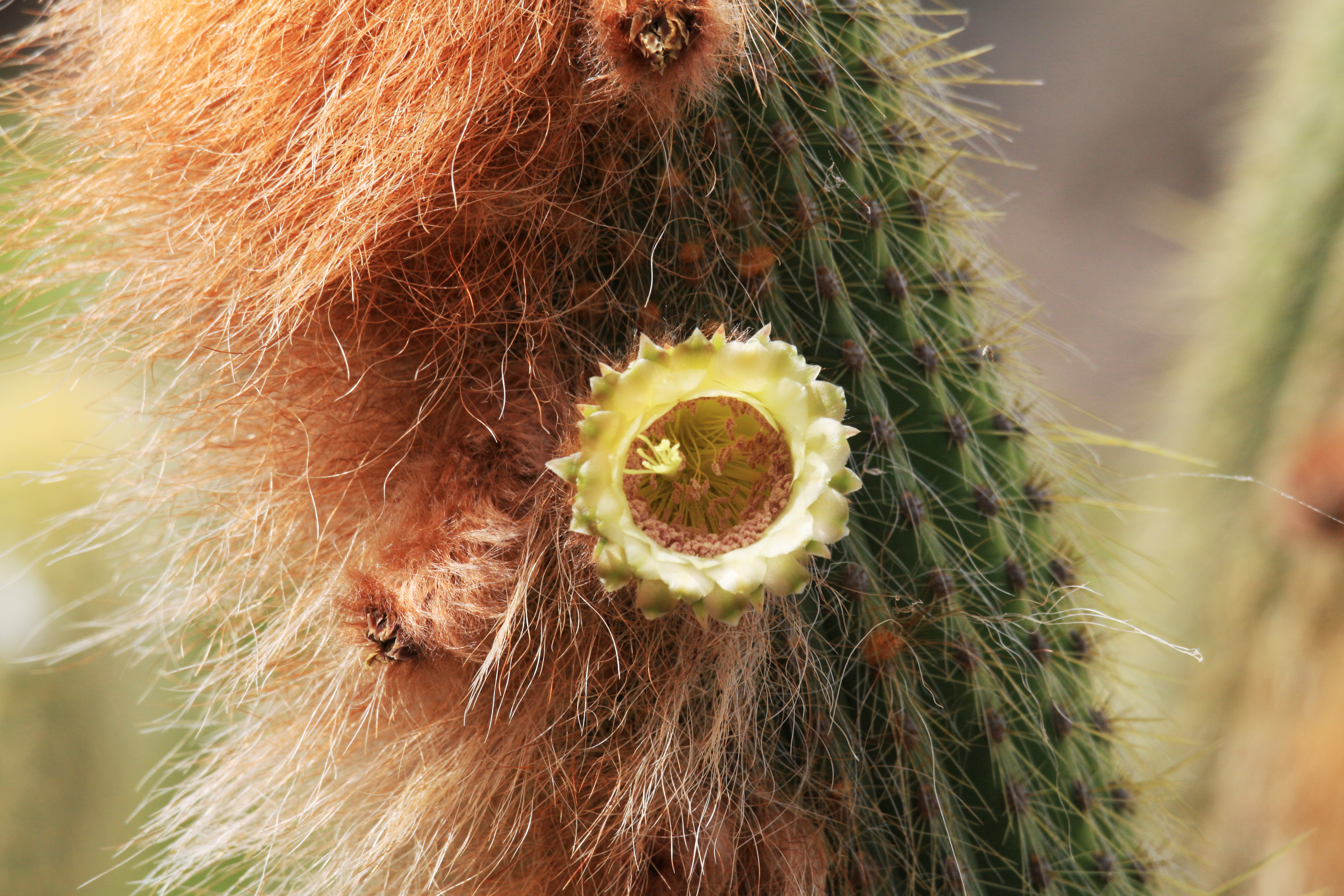
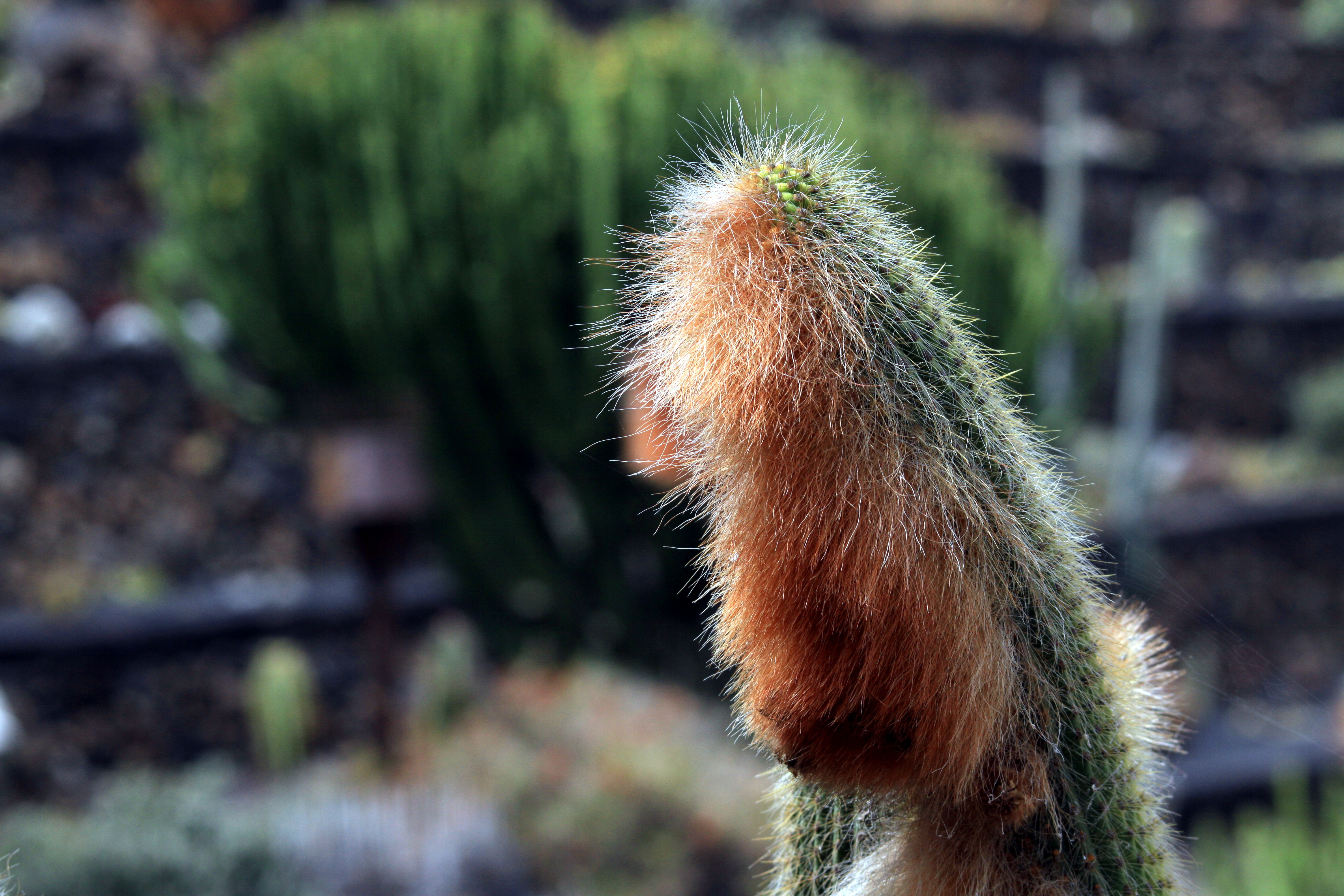
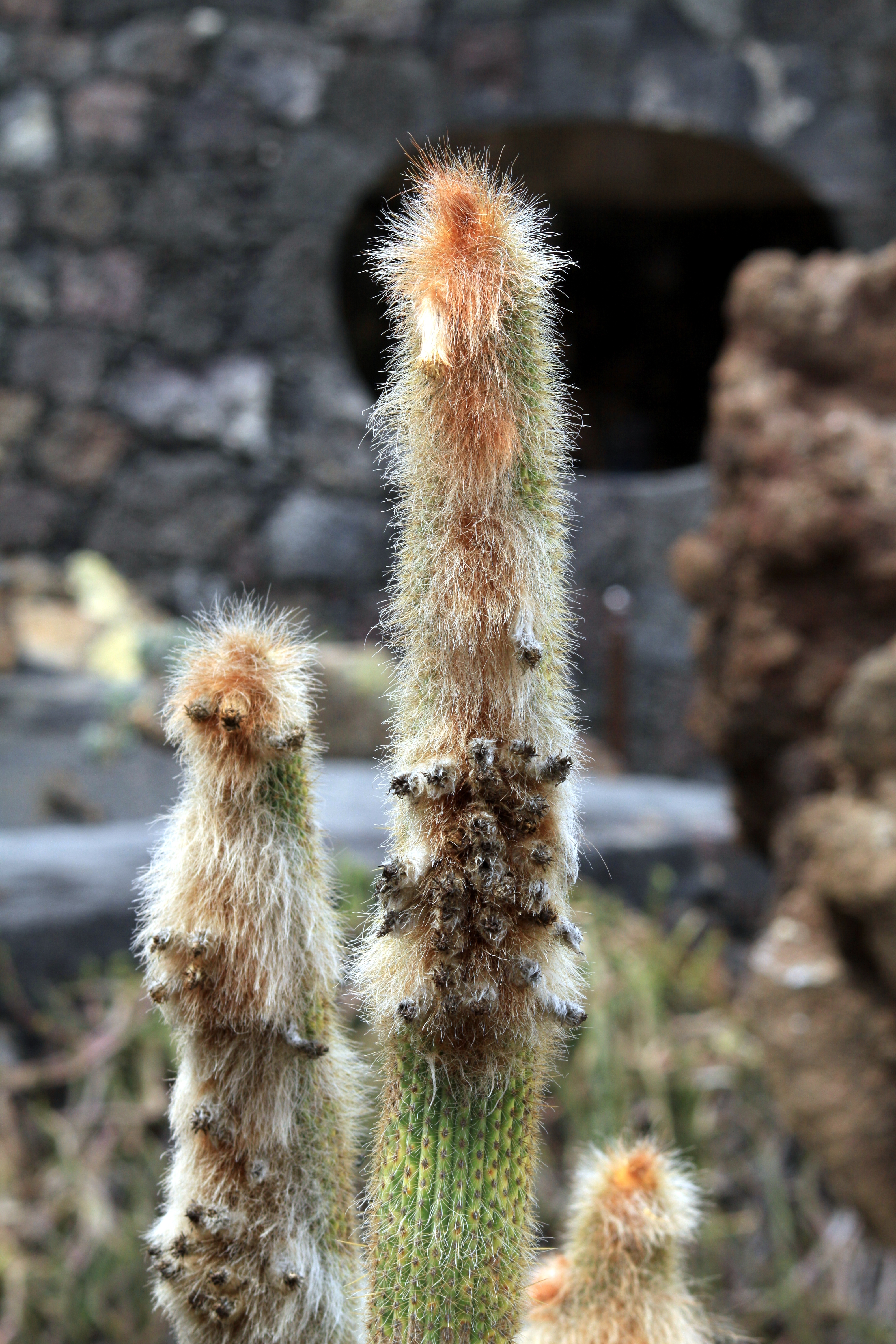